# ماثورن بريسون
ماثورن بريسون (بالفرنسية: Mathurin Jacques Brisson)‏ (30 أبريل 1723=23 يونيو 1806) عالم أحياء فرنسي وفيلسوف في الطبيعية.ولد في فونتنيا كومتي إحدى بلديات فرنسا.بدأ دراسته بالتاريخ الطبيعي ثم أصبح عضو الأكاديمية الفرنسية للعلوم سنة 1759.وبعد وفاة زميله في العمل رينيه ريامور هجر التاريخ الطبيعي تحول إلى أستاذ للفلسفة الطبيعية في نابرة ثم في باريس.كما ساهم في التصنيف العلمي للأحياء حين وضع الحيتانيات كأصنوفة فاستحق بذلك اختصارا خاصا به ضمن الاسم العلمي.واختصاراسمه هو بريسون.